# Antinioti-See
Der Antinioti-See (griechisch Λιμνη Αντινιώτη Limni Antinioti), auch Antinioti-Lagune (Λιμνοθάλασσα Αντινιώτη Limnothalassa Antinioti), ist ein Strandsee im Gemeindebezirk Thinali der Gemeinde Voria Kerkyra im Norden der griechischen Insel Korfu.

## Beschreibung
Der See liegt an der Nordspitze Korfus in einem nur mäßig urbanisierten Gebiet. Er besitzt eine Fläche von 25 Hektar und eine Ost-West-Ausdehnung von etwa 1700 m. Über einen 200 m langen Kanal im Westen und einen 100 m langen Kanal im Osten ist er mit dem Ionischen Meer verbunden. Im Süden grenzt der See an Feuchtwiesen und Moore. Der See ist seicht mit einer Wassertiefe von 50 bis 70 cm in seinem nördlichen und 100 bis 150 cm in seinem südlichen Bereich. Diese Differenz ist die Folge von Vertiefungsarbeiten entlang des Südufers des Sees, die vor einigen Jahren von den lokalen Fischern durchgeführt wurden, die das Gewässer extensiv bewirtschaften.
Neben Oberflächenabfluss und Niederschlag tragen mehrere Grundwasserquellen und ein Bach zum Süßwasserzufluss bei. Über die Kanäle dringt abhängig vom vorherrschenden Wind Meerwasser in den See ein. Der durchschnittliche Salzgehalt im Seewassers beträgt 1,36 %, womit es sich um Brackwasser handelt. Die Salinität ist saisonalen Schwankungen unterworfen. Sie nimmt außerdem mit der Tiefe zu und mit dem Abstand zu den Kanälen ab.
Das Feuchtgebiet des Antinioti-Sees war in den vergangenen Jahrhunderten eine Brutstätte von Anopheles-Mücken und infolgedessen ein Malariagebiet, was dazu führte, dass es kaum besiedelt wurde. Ufernahe Dörfer wurden in den Sommermonaten verlassen. Seit Jahrhunderten wird der See aber von Fischern genutzt, die die lokalen Märkte vor allem mit Goldbrassen, Wolfsbarschen, Meeräschen und Geißbrassen beliefern. Neben Fischen bietet der See auch große Mengen an Blaukrabben.

## FFH-Gebiet
Der Antinioti-See bildet den Kern des 186,58 ha großen FFH-Gebiets „Limnothalassa Antinioti“ (GR2230001), das zusätzlich die Sümpfe und Salzwiesen südlich des Sees und die bewaldeten Dünen der Halbinsel Agio Ekaterini im Norden umfasst. Es wurde im Jahr 1996 als FFH-Gebiet vorgeschlagen. 2006 erfolgte die Bestätigung als Gebiet gemeinschaftlicher Bedeutung (SCI) und 2011 die Ausweisung als Besonderes Erhaltungsgebiet (SAC).
Das FFH-Gebiet beherbergt eine Vielzahl von Lebensräumen und ist wichtig für verschiedene seltene und geschützte Pflanzen- und Tierarten. Bekannt ist es für seinen Reichtum an Orchideen. Mindestens 16 Arten, z. B. der Herzförmige Zungenstendel, sind hier vertreten. Im Gebiet gibt es 11 Arten von Reptilien, darunter die Grüne Meeresschildkröte, die Europäische Sumpfschildkröte, die Westkaspische Schildkröte und die Griechische Landschildkröte. Auch der Europäische Fischotter kommt hier vor. Eine besondere Bedeutung hat das Feuchtgebiet aber für die Vogelwelt. Mehr als 44 Zugvogelarten besuchen den Antinioti-See.